# Grigor Meliksetian
Grigor Meliksetian (orm. Գրիգոր Մելիքսեթյան, ur. 18 sierpnia 1986 w Erywaniu) – ormiański piłkarz występujący na pozycji bramkarza w ormiańskim klubie Gandzasar Kapan.

## Kariera klubowa
Profesjonalną karierę rozpoczął w klubie Piunik Erywań, w kolejnych latach reprezentował barwy Gandzasar Kapan i Impuls Diliżan. Na początku 2011 roku wyjechał do Iranu. Był graczem Padideh F.C., Paykan F.C. i Gahar Zagros F.C. Latem 2013 roku powrócił do rodzinnego kraju i został zawodnikiem klubu Ararat Erywań.

## Kariera reprezentacyjna
W reprezentacji Armenii zadebiutował 28 lutego 2012 roku w towarzyskim meczu przeciwko Serbii. Na boisku przebywał przez pełne 90 minut.

## Sukcesy
Piunik
- Mistrzostwo Armenii: 2007, 2008, 2009
- Puchar Armenii: 2009